# Lyon Township (Missouri)
Lyon Township est un ancien township, situé dans le comté de Lewis, dans le Missouri, aux États-Unis,.
Le township est fondé en 1866 et baptisé en référence à Nathaniel Lyon, un général de l'Union durant la Guerre de Sécession.

### Source de la traduction
- (en) Cet article est partiellement ou en totalité issu de l’article de Wikipédia en anglais intitulé « Lyon Township, Lewis County, Missouri » (voir la liste des auteurs).